# Epinefelins
Els epinefelins (Epinephelinae; en anglès amb el nom comú de groupers, en català anfosos o meros) és una subfamília de peixos dins la família Serranidae, a l'ordre Perciformes.

## Descripció
Els epinephelinae són peixos teleostis, típicament amb un cos rabassut i una gran boca. Poden mesurar un metre de llargada i pesar uns 100 kg. S'alimenten d'altres peixos cefalòpodes i crustacis. No està confirmat l'atac mortal en el cas de l'espècie Epinephelus lanceolatus.

## Reproducció
La majoria són monàndrics hermafrodites protoginis, és a dir que maduren com a femelles i tenen la capacitat de canviar de sexe després de la maduresa sexual.
Tanmateix alguns grups són gonocorístics. Que és una estratègia reproductiva amb dos sexes diferents que evolucionen independentment com a mínim 5 vegades.

## Ús
Molts d'aquests peixos són comestibles i alguns d'ells es crien en aquicultura.

## Algunes espècies
- Mycteroperca bonaci
- Epinephelus morrhua
- Mycteroperca microlepis
- Epinephelus lanceolatus
- Epinephelus itajara
- Cephalopholis miniata
- Epinephelus striatus
- Epinephelus daemelii
- Mycteroperca phenax
- Mycteroperca tigris
- Mycteroperca cidi
- Epinephelus nigritus
- Epinephelus aeneus
- Mycteroperca venenosa